# 新南威爾斯州立圖書館

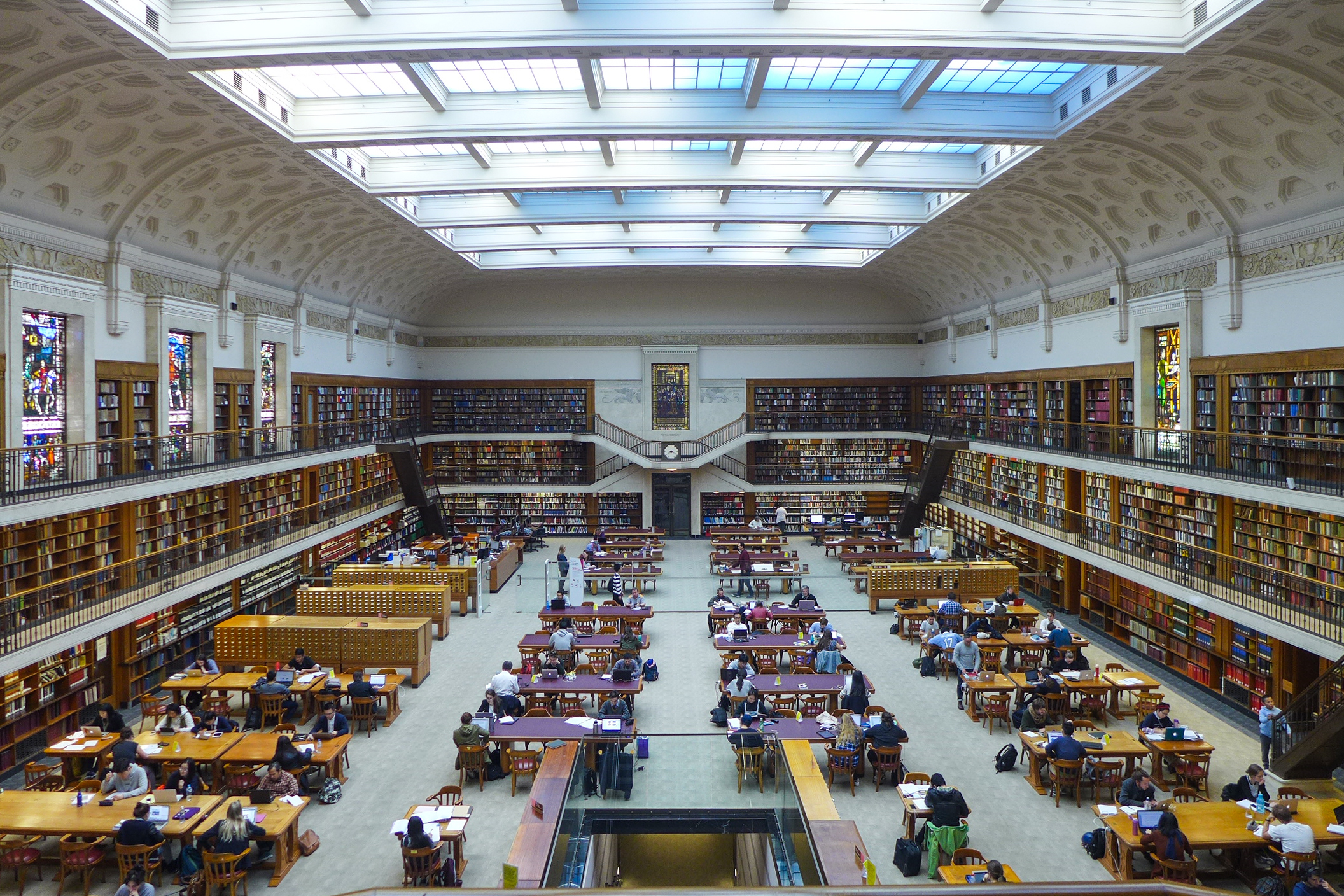
圖書館中央閲覽室（1988-2013年用作密徹爾圖書館閲覽室）

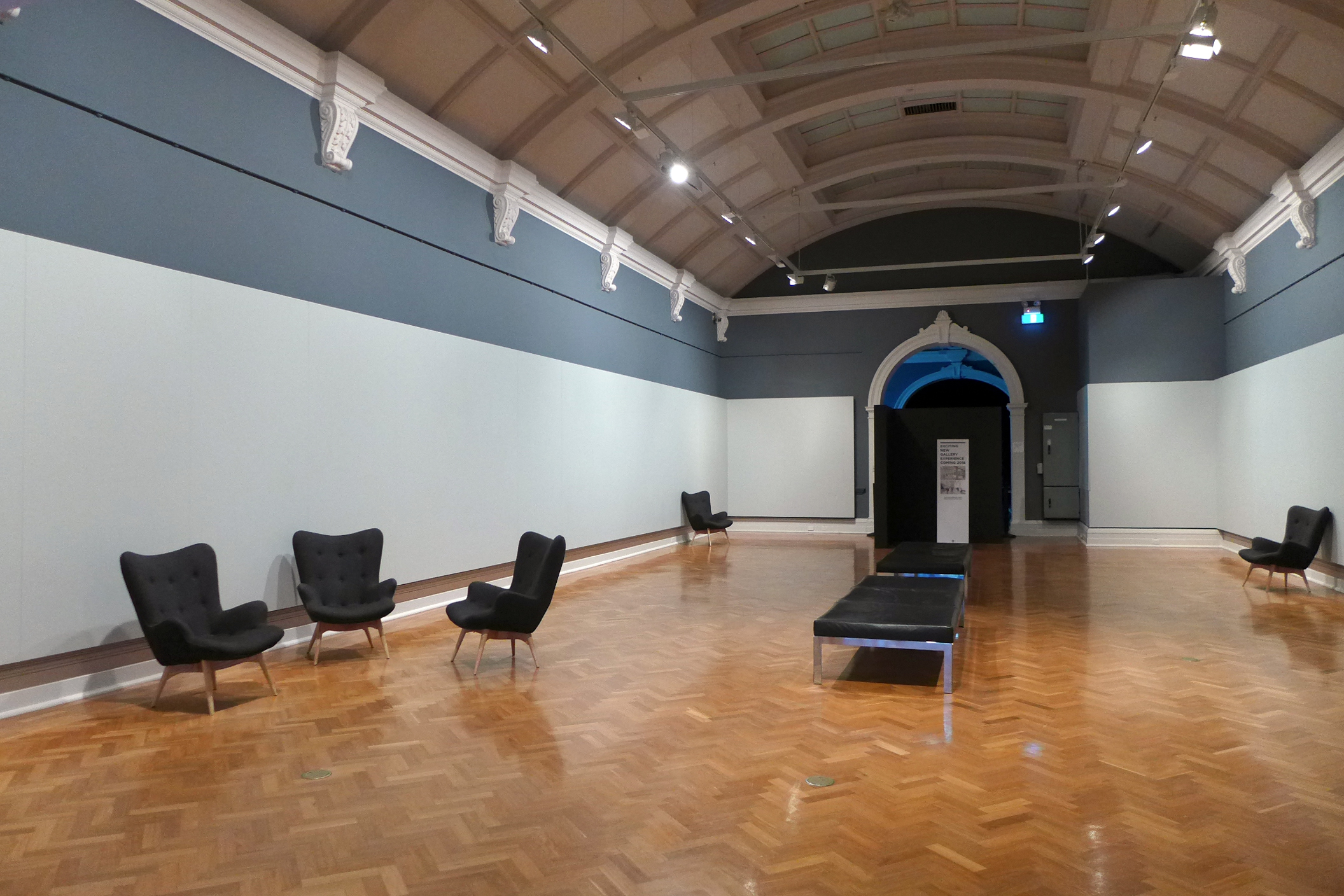
圖書館2樓設展覽廳

新南威爾斯州立圖書館（英語：State Library of New South Wales）是一所大型的公共图书馆。新南威爾斯州立圖書館创馆于1826年，是澳洲歷史最悠久的圖書館。圖書館坐落於悉尼麥覺理街與莎士比亚广场轉角，毗鄰悉尼禁苑及悉尼皇家植物園。

## 歷史
新南威爾士州立圖書館館藏的最具歷史的一批藏品原屬1826年由悉尼的富裕市民發起的“澳洲訂閲圖書館”。該館的藏書在1869年由新南威爾士殖民地政府以5100英鎊的價格購買，成爲“雪梨免費公共圖書館”，1895年更名“新南威爾士公共圖書館”，此名使用到1975年改爲現名。

## 建築

### 密徹爾大樓

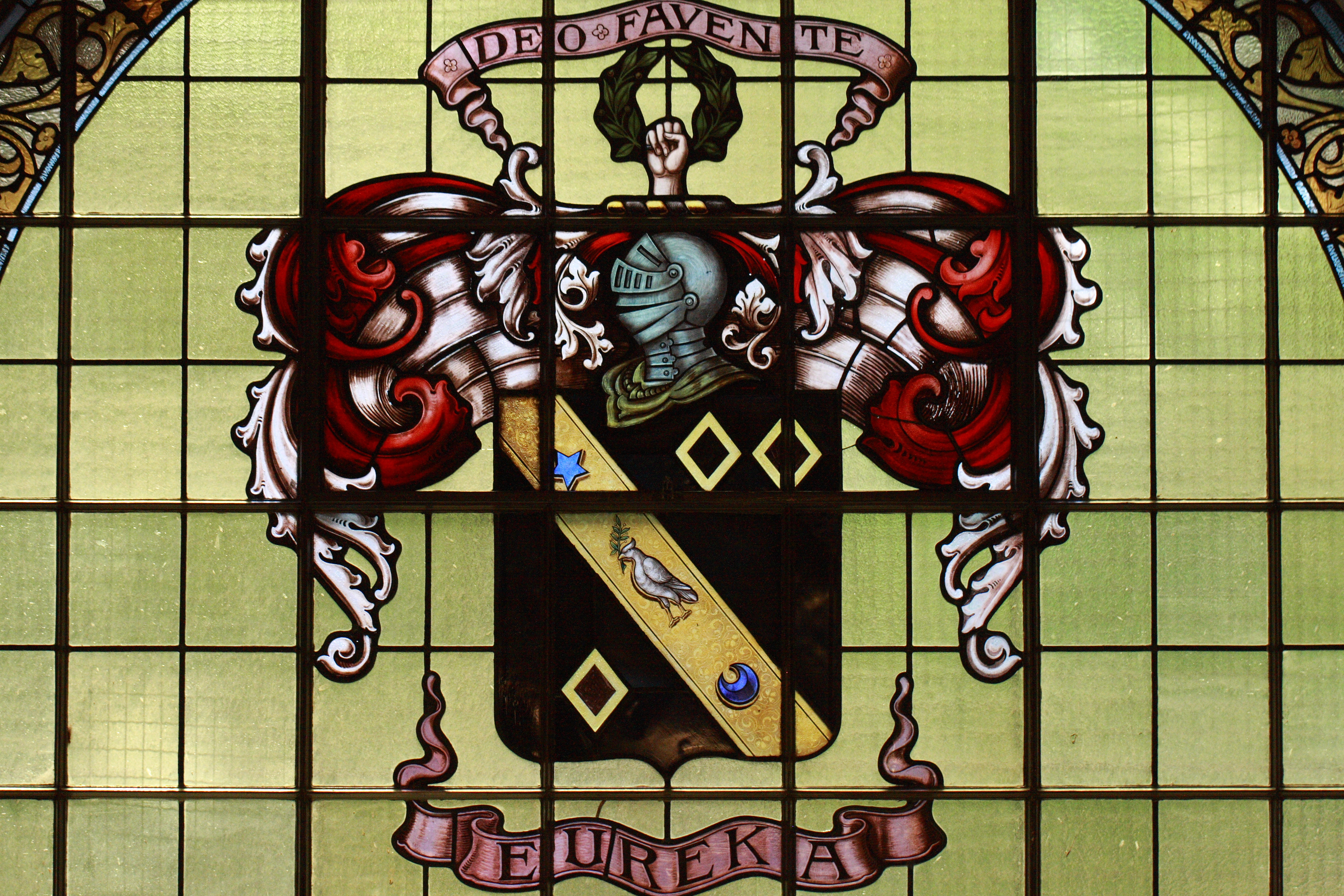
密徹爾的紋章

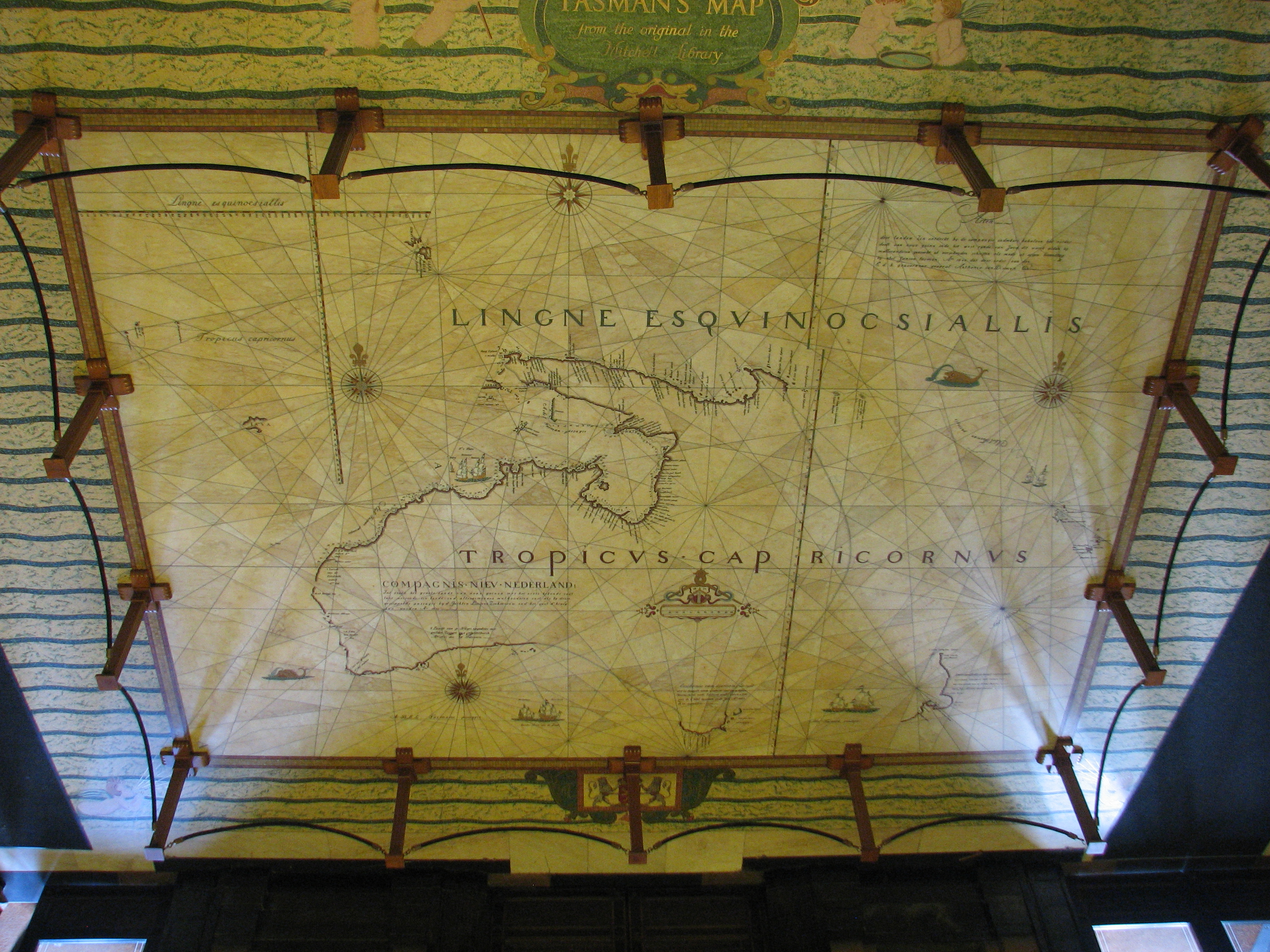
密徹爾圖書館門廳的地板飾有塔斯曼地圖

19世紀90年代，圖書館的館所已不敷使用，因此政府開始規劃建造一座新的“國立”圖書館大樓。這一計劃的誘因是大衛·斯高·密徹爾提出將他龐大的澳大利亞學藏品（Australiana）捐贈給新南威爾士人民。密徹爾捐贈的條件是他的藏品必須收藏在公共圖書館或一座分別的新建築。由於公共圖書館容量不夠，也沒有其他適合的建築可以使用，因此政府決定建造新的建築。
原密徹爾圖書館的建造工程於1906年開工，1910年完成，位於現在的圖書館建築群的西北角，由政府建築師局長華特·立波迪·弗農設計。密徹爾大樓内原有密徹爾圖書館閲覽室、工作區以及展覽室。
1939年，圖書館的中央部分開工，包括現在看到的面向莎士比亞廣場的大門柱廊、精美門廳（門廳地板上飾以大理石馬賽克拼嵌的《塔斯曼地圖》）以及主閲覽室。大樓擴建工程在1942年6月竣工，至此整個圖書館都聚攏在一個屋頂下。威廉·迪遜貢獻了青銅大門，上面飾有關於澳大利亞原住民以及歐洲探險家的畫面。1964年，密徹爾大樓的最終一部分在大樓的東南角擴建完成。這一部分由政府建築師局的亞倫·羅伯遜（Alan Robertson）設計，其助手之一是安德烈·安德遜斯，他後來成爲圖書館的麥覺理街翼樓的主要設計師之一。但僅僅十年後圖書館就已用滿了擴建部分。
密徹爾翼樓2010年慶祝了百年紀念，從2001年開始圖書館展開了一系列展覽和活動。

### 迪遜翼樓
密徹爾翼樓初步完成20年之後，圖書館進行了進一步擴建。迪遜翼樓由理查·麥當奴·西莫·威爾斯（Richard Macdonald Seymour Wells）設計，1929年完成，位於密徹爾翼樓以南，用於儲藏及展覽由威廉·迪遜爵士捐贈的大批歷史油畫收藏。展覽室曾在1987年整修，1988年用於新南威爾士創立雙世紀展覽。

### 麥覺理街大樓

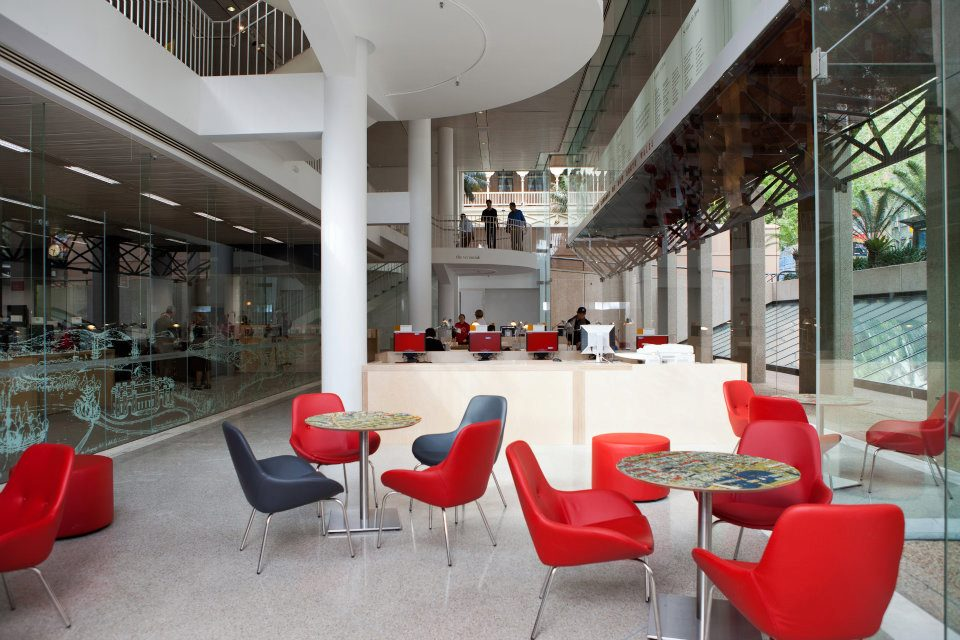
麥覺理街大樓的閲覽區

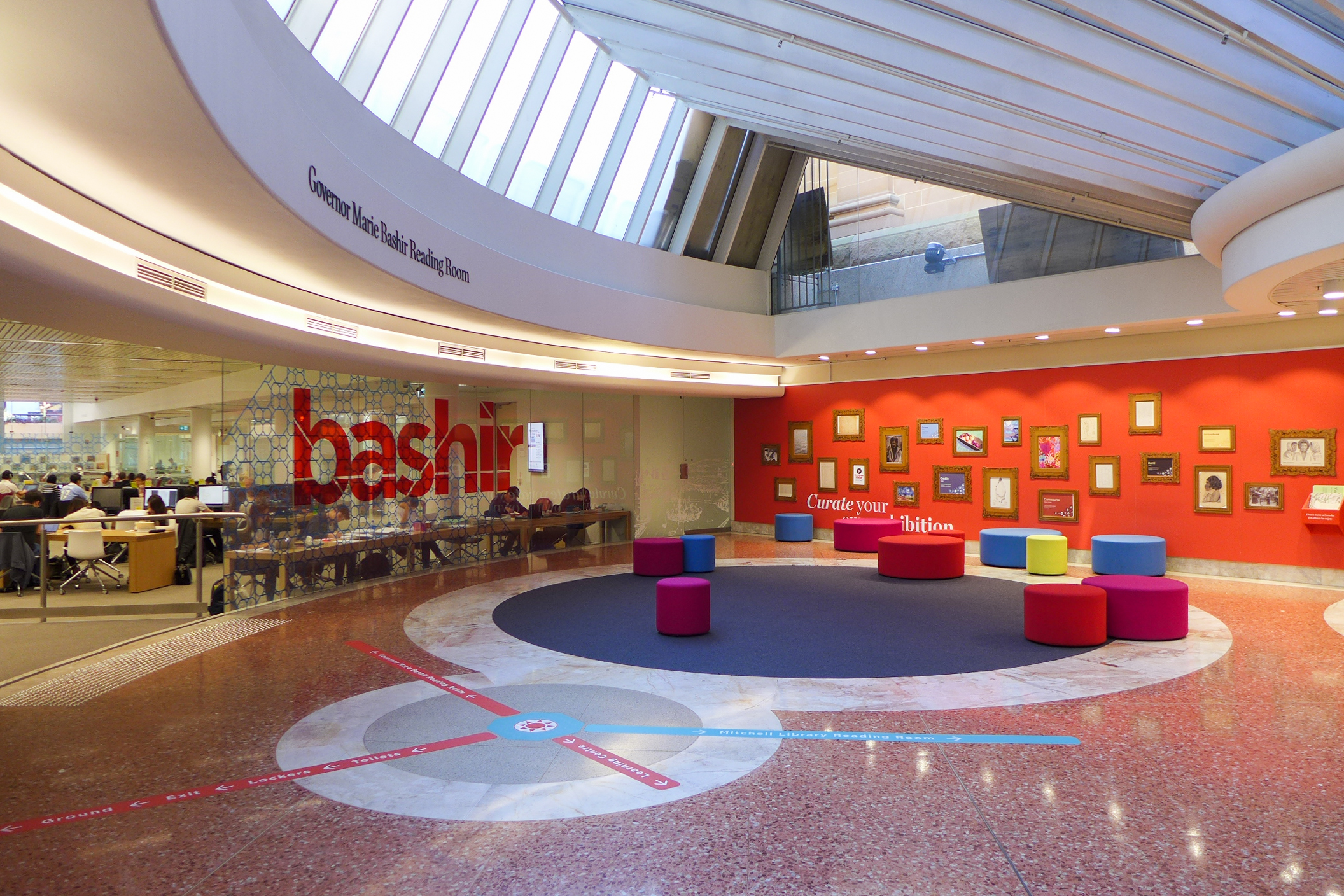
閲覽區外的閒座區

步入20世紀下半葉，圖書館繼續擴張，急需藏品儲藏、公共空間以及内部工作空間。70年代中，爲了給議會大樓的擴建工程讓路，麥覺理街上的一系列建築被拆除（其中歷史建築里士滿別墅得以異地重建），因此在密徹爾翼樓以南空出一片地皮。在暫時用作容納議會工作人員後，1983年圖書館的麥覺理街大樓動工，1988年（澳大利亞的雙世紀紀念年）由女王伊麗莎白二世偕同王夫菲利普親王揭幕。新的建築面向麥覺理街，在地上及地下與密徹爾翼樓連接。政府建築師局的安德烈·安德遜斯設計。2011年又由政府建築師局負責對麥覺理街大樓進行翻新，將閲覽室重新設計，並加入教育活動區域，2012年竣工。

## 館藏
州立參考圖書館藏有完整而且多重化的澳大利亞及國際性的研究資料。州立參考圖書館内包含了一系列專業服務，包括1990年建立的法律信息服務、毒品及酒精信息服務、以及家庭史研究服務。圖書館藏有超過500萬件藏品，包括200萬余本書、120萬余件縮影資料、110萬余張照片，以及報刊、地圖、建築設計圖、手稿以及其他物件。州立參考圖書館參與澳洲國立圖書館的PANDORA網絡存檔計劃，並收集原生數碼資料。
除了擔負通用圖書館及研究圖書館的職責外，州立圖書館還藏有一系列歐洲殖民澳洲初年的歷史性資料，包括11本傳世的第一船隊日記中的九本，澳洲探險家及其他開拓者的記述、油畫及素描、和其他具歷史記錄。這些資料藏於稱爲“密徹爾圖書館”以及“迪遜圖書館”的澳大利亞學研究收藏。密徹爾圖書館以最早收藏澳大利亞學資料的大衛·斯高·密徹爾命名，並在不斷擴充，迪遜圖書館以威廉·迪遜命名，是迪遜的私人收藏，並不收納新藏品。兩者都位於州圖書館建築群内。州圖書館的藏品擴充主要通過購買、其他購入以及在新南威爾士出版的書籍的法定送存。